# راي بي. براون
راي بي. براون (بالإنجليزية: Ray B. Browne)‏ هو مدرس أمريكي، ولد في 15 يناير 1922، وتوفي في 22 أكتوبر 2009.